# Première Nation d'Aroland
La Première Nation d'Aroland est une bande indienne des Premières Nations ojibwée et oji-cree de l'Ontario au Canada. Elle possède une réserve, Aroland 83, d'une superficie de 3 km2 située dans le district de Thunder Bay à environ 20 km à l'ouest de Nakina le long du chemin de fer du Canadien National. La communauté est nommée d'après l'Arrow Land and Logging Company, une compagnie qui opérait dans cette région de 1933 à 1941. Elle fait partie des Premières Nations Matawa et de la Nishnawbe Aski Nation.

## Services
Le service de police à Aroland 83 est opéré par le Nishnawbe-Aski Police Service (en).